# Nam Phong, Phú Xuyên
Nam Phong là một xã thuộc huyện Phú Xuyên, thành phố Hà Nội, Việt Nam.
Xã Nam Phong có diện tích 3,76 km², dân số năm 1999 là 4870 người, mật độ dân số đạt 1295 người/km².
Xã gồm 3 thôn : Nội Hợp, Nam Phú, Cổ Châu. Đặc biệt thôn Nội Hợp chính là nơi sinh ra của Trung tướng Nguyễn Đức Soát nổi tiếng..